# Henriette Brey
Henriette Brey (Pseudonym: Enrica van Bree, * 15. November 1875 als Maria Henriette Brey in Capellen bei Geldern; † 27. Mai 1953 in Ramersdorf bei Bonn) war eine deutsche Schriftstellerin.

## Leben
Brey entstammte einer katholischen Familie; sie war das vierte von fünfzehn Kindern eines Dekorationsmalers. Im ersten Lebensjahr erkrankte sie an Knochentuberkulose; diese Krankheit prägte ihr gesamtes Leben. Von 1880 bis 1887 besuchte sie die Volksschule in Capellen und von 1887 bis 1891 ein Internat in Gangelt (Kreis Heinsberg); bereits während dieser Zeit wurde sie mehrfach operiert. Brey beabsichtigte, Lehrerin zu werden; 1891 musste sie die Aufnahmeprüfung am Lehrerinnenseminar in Xanten wegen einsetzender Lähmungen und erneuter Operationen abbrechen.
Brey hielt sich in den folgenden Jahren wieder in ihrem Elternhaus auf, wo sie sich der Lektüre, dem Malen und Schreiben widmete. Ab 1894 erschienen erste literarische Arbeiten, die sie wegen ihrer Behinderung diktieren musste; 1912 erfolgte die erste Buchveröffentlichung. Ab 1915 lebte Henriette Brey bei zwei ihrer Schwestern in Oberhausen, ab 1916 in Rheinhausen und seit den frühen Zwanzigerjahren in Elberfeld. Erneute längere Krankenhausaufenthalte folgten: Bis 1921 wurde sie im
Marienhospital in Duisburg-Hochfeld und von 1921 bis 1943 im St.-Josef-Hospital in Wuppertal-Elberfeld behandelt. Nachdem sich ihr Gesundheitszustand 1922 stark verschlechtert hatte, erfolgte ab 1934 eine Besserung, so dass Brey mit Hilfe eines Korsetts wieder in der Lage war zu gehen und sogar einige Reisen unternehmen konnte. 1940 musste sie wegen einer Kehlkopfentzündung erneut mehrfach operiert werden. 1943 floh sie nach dem schweren Luftangriff auf Wuppertal-Barmen mit Hilfe ihrer Familie über Filsen am Rhein und Waldbröl nach Oberpleis. Ab 1951 lebte sie wieder in Wuppertal. Nachdem sich ihr Gesundheitszustand 1953 dramatisch verschlechtert hatte, wurde sie im Herz-Jesu-Kloster der Franziskanerinnen in Ramersdorf bei Bonn gepflegt, wo wie auch starb. Henriette Brey wurde in Wuppertal-Sonnborn beigesetzt.
Brey war Verfasserin von Romanen, Erzählungen und geistlichen Schriften, die stark von ihrer katholischen Frömmigkeit geprägt sind. 1936 erhielt sie den päpstlichen Orden "Pro Ecclesia et Pontifice", 1953 wurde ihr vom Kultusministerium des Landes Nordrhein-Westfalen ein Ehrensold zuerkannt. Ihr Nachlass ruht im Stadtarchiv Geldern.

## Werke
- "Es fiel ein Reif ...", Kevelaer 1912
- Als er gestorben ... und andere Novellen, Einsiedeln [u. a.] 1913
- Das heilige Feuer, Köln [u. a.] 1913
- Zwischen zwei Welten, Wiesbaden 1914
- Aus meiner Einsamkeit, M.Gladbach 1916
- Der Halbnarr, Einsiedeln [u. a.] 1916
- Leuchtende Tage, Kempen (Rh.) 1916
- Tapfere Helden, Kevelaer 1917
- "Mein Bruder bist du!", Einsiedeln [u. a.] 1918
- Willkommen daheim!, Paderborn 1918
- Lichtträger, Paderborn 1920
- Ihr Soldat, Limburg a.d.L. 1921
- Weißer Kranz und Hostienglanz, Kevelaer 1921
- Frauenland, Einsiedeln 1922
- Sonnenfunken, Kevelaer 1922
- Veteran Peters, Limburg a.d. Lahn 1922
- Wenn es in der Seele dunkelt, Freiburg i. Br. 1922
- Das Burgfräulein, Elberfeld 1923
- Joseph Ben David, der Getreue, Köln 1923
- Das Licht der Welt, Elberfeld 1923
- Nur den Saum seines Gewandes ..., Elberfeld 1923
- Die vom Heidehof, Elberfeld 1923
- Es fiel ein Reif, Elberfeld 1924
- Die goldene Harfe, Elberfeld 1924
- Der Heidevikar, Köln 1924
- Der Kreuzhof und andere Volksgeschichten, Wiesbaden 1924
- Maria geht über die Heide, Elberfeld 1924
- Das steinerne Herz, Elberfeld 1924
- Das tote Tal, Elberfeld 1924,
- Aus Höhen und Tiefen, Elberfeld 1925
- Blätter im Winde, Elberfeld 1925
- Der Brautschleier, Elberfeld 1925
- Der Königsruf, Leutesdorf a. Rh. 1925
- Des Lebens Wellenschlag, Elberfeld 1925
- Von ewiger Liebe, Freiburg 1925
- Die blaue Stunde, Hildesheim 1926
- Gestalten, Elberfeld 1926
- Heidezauber, Elberfeld 1926
- Herzschläge, Elberfeld 1926
- Im weißen Kranz, Kevelaer 1926
- Magnolienblüte, Elberfeld 1926
- Weiße Blüten, Wiesbaden 1926
- Heiliger Frühling, Wiesbaden 1927
- Ein Fichtenbaum steht einsam, Paderborn 1931
- Das gelbe Blatt, Hildesheim 1931
- "Wenn ich dein vergäße ...", Bonn a. Rh. 1931
- Maria geht über die Heide. Der blaue Sternenmantel, Elberfeld 1932
- Heide und Heidemenschen, Paderborn 1933
- Blut aus Jahrhunderten, Berlin 1935
- Ich harre deiner Hilfe still, M.Gladbach 1935
- Komm in mein Herz!, Kevelaer 1935
- Der tiefe Bronnen, Dülmen 1935
- Maria schreitet durch die Welt, Innsbruck [u. a.] 1938
- Mit der Seele suchend!, Waldsassen 1938
- Die Herrenhofer, Wiebelskirchen 1939
- Lang war der Weg, Kempen 1940
- Frost im Lenz, Kolmar 1941
- Schloß Breeda, Darmstadt 1941
- Herz in Reife, Augsburg 1952